# 21471 Павелчвиков
21471 Павелчвиков (21471 Pavelchvykov) — астероїд головного поясу, відкритий 21 квітня 1998 року.
Тіссеранів параметр щодо Юпітера — 3,338.